# Porter Heights, Texas
Porter Heights là một nơi ấn định cho điều tra dân số (CDP) thuộc quận Montgomery, tiểu bang Texas, Hoa Kỳ. Năm 2010, dân số của nơi này là 1653 người.

## Dân số
- Dân số năm 2000: 1490 người.
- Dân số năm 2010: 1653 người.